# Martinien (empereur romain)
Pour les articles homonymes, voir Martinien.
Sextus Marcius Martinianus (ou Martinien) (? - 325) est empereur romain de juillet à septembre 324. Il exerce cette fonction conjointement avec Licinius.

## Accession au rang d'empereur
Les origines et la carrière de Martinien sont inconnues. Nous ne connaissons que sa fin, par les historiens antiques Zosime, et plus succinctement par Aurelius Victor. Il est maître des offices (magister officiorum), ce qui est un des plus hauts postes de fonctionnaire de la cour impériale de Licinius.
En 324, la deuxième guerre civile entre Licinius et Constantin Ier fait rage et Licinius, battu à Andrinople le 3 juillet 324, est proche de la défaite. Il décide de désigner un autre Auguste, concurrent de Constantin en Occident. Il nomme à ce poste Martinien qui devient ainsi son coempereur, comme l'a auparavant été Valens au cours de sa première guerre contre Constantin.

## Campagnes militaires
À la suite de sa défaite à Andrinople (324), Licinius envoie Martinien, avec une armée incluant notamment des auxiliaires wisigoths, à Lampsaque (sur la rive asiatique des Dardanelles) pour empêcher Constantin de pénétrer depuis la Thrace en Mysie et en Bithynie (Asie mineure). Une bataille navale sur le détroit se conclut par la destruction de la flotte de Licinius par le fils ainé de Constantin, Crispus. Licinius est alors obligé de retirer ses forces de Byzance, qui se retrouve assiégée par Constantin depuis la ville de Chalcédoine sur la rive asiatique du Bosphore. Celui-ci passe ensuite en Asie mineure, utilisant une flottille de transporteurs légers pour échapper aux forces de Martinien. Licinius rappelle Martinien de sa base de Lampsaque pour renforcer son armée principale,. Le 18 septembre il est cependant défait pour la dernière fois à la bataille de Chrysopolis.

## Mort
Faits prisonniers, les deux coempereurs sont d'abord épargnés, sur l'intervention  de Flavia Julia Constantia, sœur de Constantin et femme de Licinius, Licinius est emprisonné à Thessalonique et Martinien en Cappadoce. Cependant, Constantin semble bientôt regretter sa clémence et les deux hommes sont exécutés, probablement au printemps 325. Toutefois selon Zosime, Constantin fait exécuter Martinien par ses gardes dès sa capture, tandis que Licinius est emprisonné.

## Monnayage
Malgré la brièveté de son règne, il émit des monnaies invoquant Jupiter et la victoire : au revers : IOVI CONSERVATORI en dédicace, Jupiter tient un globe surmonté d'une Victoire, à ses pieds est assis un captif, tandis qu'un aigle tend dans son bec la couronne de la victoire. Ce thème de propagande célèbre la religion romaine traditionnelle, face aux soutiens chrétiens de Constantin, et invoque la victoire espérée.